# Лос-Паласіос-і-Вільяфранка
Лос-Паласіос-і-Вільяфранка (ісп. Los Palacios y Villafranca) — муніципалітет в Іспанії, у складі автономної спільноти Андалусія, у провінції Севілья. Населення — 37 279 осіб (2010).
Муніципалітет розташований на відстані близько 410 км на південний захід від Мадрида, 26 км на південь від Севільї.
На території муніципалітету розташовані такі населені пункти: (дані про населення за 2010 рік)
- Лос-Чапаталес: 355 осіб
- Марібаньєс: 1049 осіб
- Лос-Паласіос-і-Вільяфранка: 34774 особи
- Ель-Тробаль: 1101 особа

## Демографія
Динаміка населення (INE ):